# Karl Ehn
Karl Ehn (Vienna, 1º novembre 1884 – Vienna, 26 luglio 1959) è stato un architetto austriaco.
Fu il più famoso esponente dello stile popolare viennese.

## Biografia
Unico figlio del falegname Martin Ehn e di sua moglie Aloisia Tulich, dal 1899 al 1904 frequentò la scuola industriale statale a Vienna e studiò in seguito dal 1904 al 1907 all’Accademia delle Belle Arti di Vienna di Otto Wagner. Nel 1906 vinse il premio Rosenbaum e nel 1907 il premio Gundel e il premio Hagenmueller.
Dal 1909 fino al suo pensionamento Ehn fu occupato nella Amministrazione della città di Vienna. Nel 1924 divenne direttore dello sviluppo urbano di Vienna e fece costruire nuovi edifici più grandi e nel tipico stile della Vienna Rossa. Ehn mantenne la sua posizione anche dopo il cambio di potere degli anni 30, pur non ottenendo più grandi appalti per lavori pubblici. Nel 1938 e nel 1939 riuscì far costruire ancora qualche abitazione, nel 1944 divenne consigliere nel Senato. Il suo ultimo lavoro fu il Karl Schönherr-Hof, dei quali i lavori iniziarono nel 1950 e durarono fino al pensionamento dello stesso Ehn. Complessivamente Karl Ehn costruì a Vienna 2716 edifici.
Non si sposò mai.

## Servizio
Karl Ehn fu uno degli studenti più famosi di Otto Wagner. Da lui rilevò una monumentalità rappresentativa, la quale impiegò per le abitazioni sociali che costruì durante il regime social-democratico viennese, che contribuirono in modo decisivo al tipico stile popolare della Vienna Rossa. In questo stile si fondevano anche elementi moderni, contemporanei espressionisti, ma anche tradizionali locali. Nel capolavoro di Ehn, il monumentale Karl Marx Hof nel distretto viennese Döbling, venne rispecchiata l’immagine che la socialdemocrazia austriaca dell’epoca aveva di sé.
Karl Ehn lavorò originariamente su costruzioni sepolcrali per il Zentralfriedhof di Vienna in forma cubista, passando però presto alle costruzioni abitative. Dopo la fine del comando della socialdemocrazia, il suo stile divenne più semplice.

## Opere

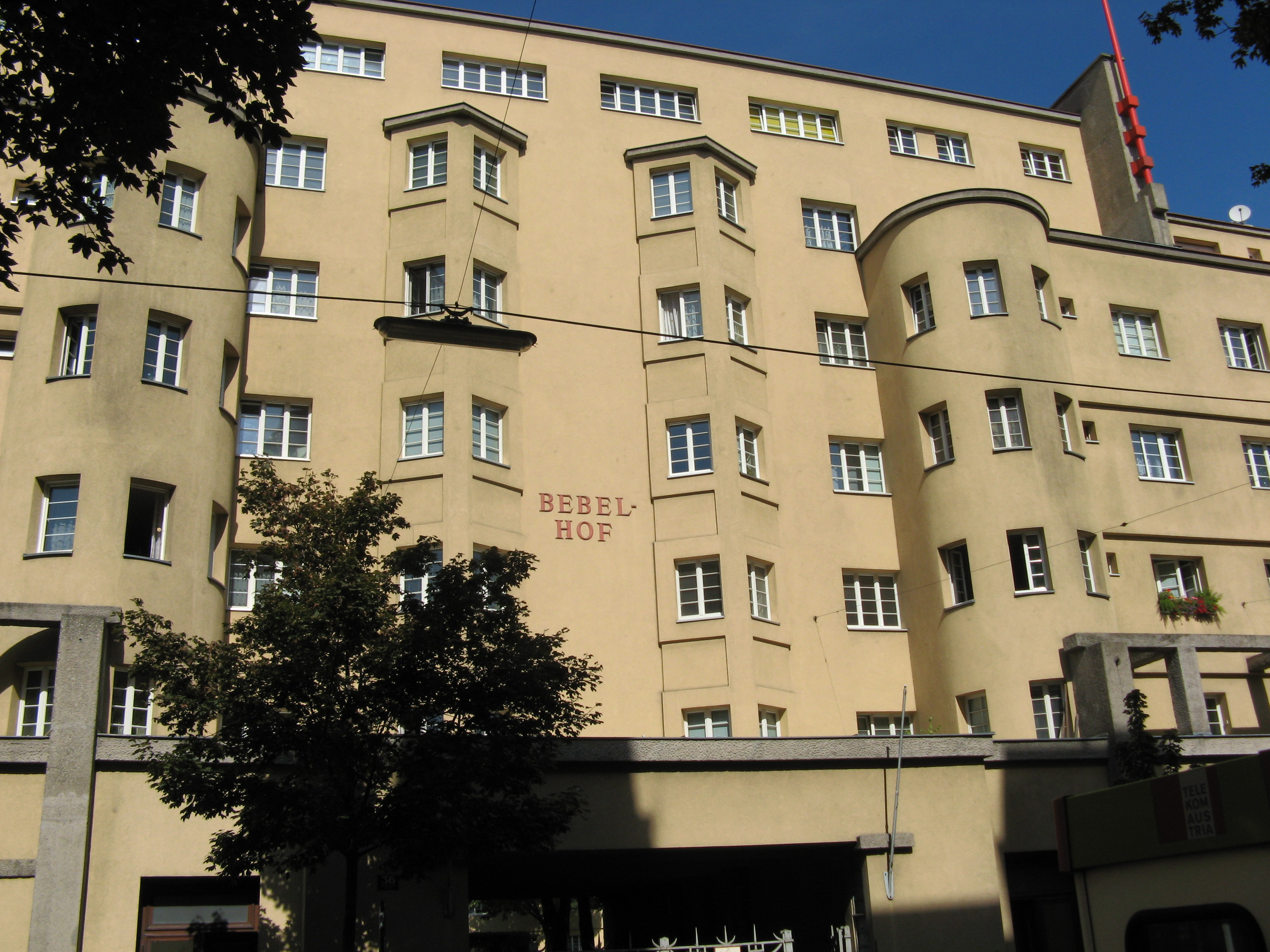
Bebelhof

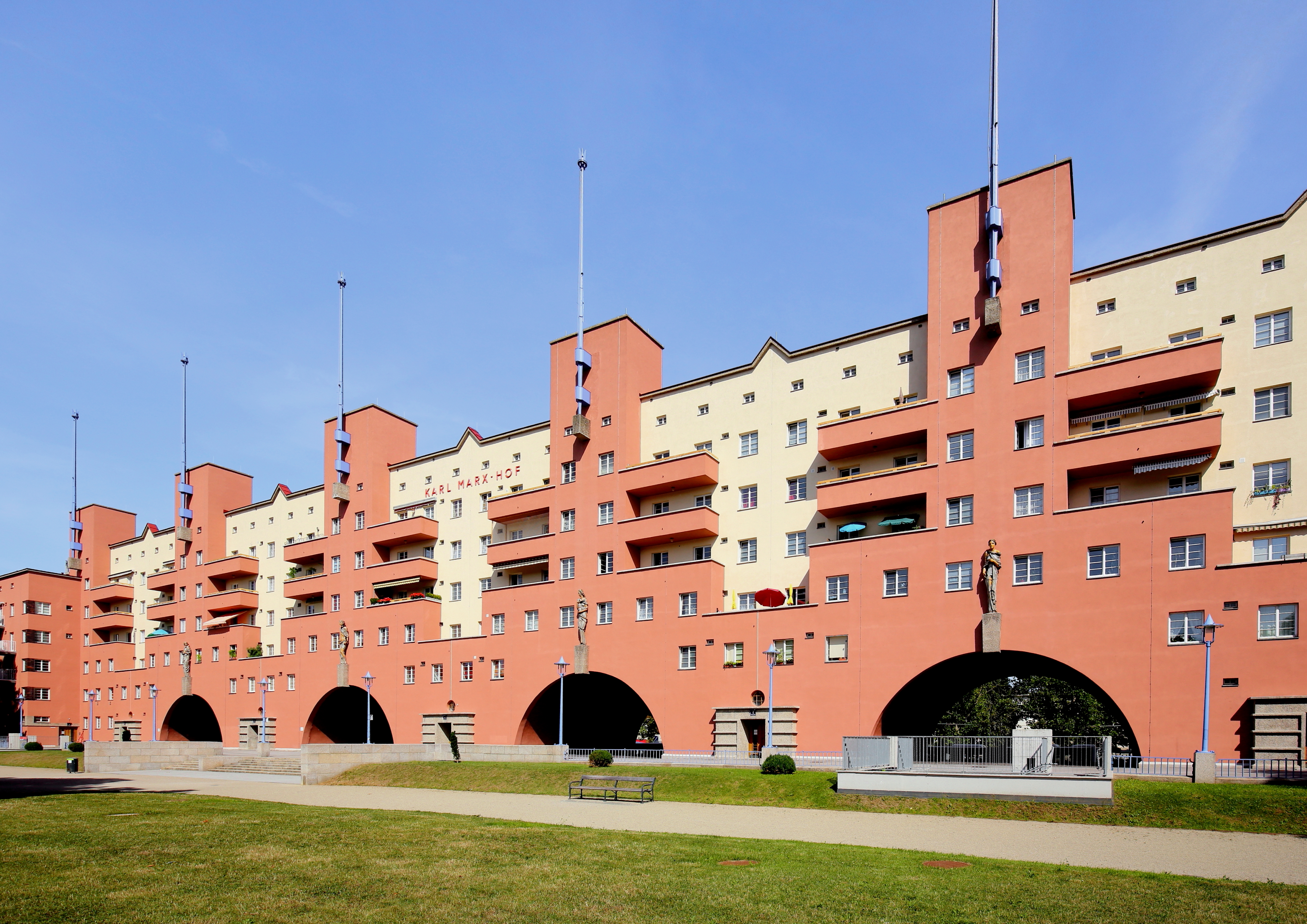
Facciata del Karl-Marx-Hof

- Costruzione abitativa Balderichgasse 23–29, Vienna 17 (1922–1924)
- Abitazioni di servizio al Zentralfriedhof di Vienna (1923–1925)
- Agglomerato Hermeswiese, Lynkeusgasse 2–84 e 3–75, Vienna 13 (1923–1924)
- Camera ardente num. III al Zentralfriedhof di Vienna (1924–1926)
- Costruzione abitativa Lindenhof, Vienna 18 (1924–1925)
- Costruzione abitativa Bebelhof, Vienna 12 (1925–1926)
- Costruzione abitativa Szydzina-Hof, Vienna 20 (1925–1926)
- Costruzione abitativa Svoboda-Hof, Vienna 19 (1926)
- Costruzione abitativa Karl Marx Hof, Vienna 19 (1926–1933)
- Costruzione abitativa Adelheid-Popp-Hof, Vienna 16 (1932)
- Camera ardente al cimitero Lainzer, Vienna 13/Lainz (1936)
- Scuola elementare e scuola secondaria inferiore  Leopoldau, Vienna 21 (1937)
- Ricovero per famiglie St. Elisabeth, Vienna 16 (1937)
- Costruzione abitativa Reznicekgasse 18–22, Vienna 9 (1937)
- Costruzione abitativa Hauslabgasse 24 e 25, Vienna 5 (1938–1939)
- Casa parrocchiale Wiedner Hauptstraße 103–105, Vienna 5 (1938)
- Costruzione abitativa Kliebergasse/Gassergasse 22, Vienna 5 (1938)
- Costruzione abitativa Wagnergasse (1939)
- Stazione di servizio Traisengasse 19, Vienna 20 (1944)
- Costruzione abitativa Karl Schönherr-Hof, Vienna 9 (1950–1952)